# Família Besnúnio
Besnúnio (em latim: Besnunius) ou Besnuni (em armênio/arménio: Բզնունի; romaniz.: Bznuni) foram os membros de uma família nobre armênia (nacarares). 

## História
Os Besnúnios são atestados nas fontes até seu extermínio no século IV. Segundo a tradição relatada pelo historiador armênio medieval Moisés de Corene, descendiam de Haico e remontam ao tempo de Baz, neto dele. Cyril Toumanoff interpreta a origem deles, também comum aos Apaúnios, Manavázios e Ordúnios, como urartiana e possivelmente real. Eram chefes do principado do qual o nome deles deriva, Besnúnia, na costa ocidental do lago de Vã, e talvez de Erevarde, ambos na província de Turuberânia. A Lista Militar (Զորնամակ, Zōrnamak), o documento que indica a quantidade de cavaleiros que cada uma das famílias nobres devia ceder ao exército real em caso de convocação, afirma que deviam arregimentar três mil cavaleiros. De acordo com Fausto, o Bizantino, Databe, o naapetes (chefe), apoiou o Império Sassânida em sua luta contra o Império Romano e, contra a vontade do rei Cosroes III (r. 330–339), permitiu que os persas passassem por Zor (Bitlisse). Para puni-los, Cosroes apedrejou o líder da família e a exterminou. A propriedade dos Besnúnios, em seguida, passou para o tesouro real e a Igreja Armênia.
| “ | Databe, preso pelo comandante-em-chefe Vache (Vache I Mamicônio) e pelo valente Vaanes Amatúnio, foi levado perante o grande rei Cosroes [Cosroes III] e morto por apedrejamento como um homem que traiu seu país, brigada, e o exército de seu mestre. Os azegues [pais], mulher e filhos [de Databe] foram localizados na fortaleza do príncipe dos Restúnio, que foi chamada ilha de Altamar. O asparapetes Vache entrou num barco, passou para a ilha, e deixou nem homem nem mulher vivos. Assim, o azgatohm [família] do nacarar foi exterminada, e o tun [propriedade] deles foi apreendido pela coroa. | ” |
|   | — Fausto, o Bizantino, História da Armênia, III.viii. |   |